# Пичаловка
Пичаловка — посёлок в Зубово-Полянском районе Мордовии России. Входит в состав Анаевского сельского поселения.

## История
Основан в 1930 году переселенцами из села Каргашино. В 1931 году состоял из 36 дворов

## Население
| 2002 | 2010 |
| ---- | ---- |
| 32   | ↘19  |

## Национальный состав
Согласно результатам Всероссийской переписи населения 2002 года, в национальной структуре населения мордва-мокша составляли 97 %.